# Henri Émile Lefort
Pour les articles homonymes, voir Lefort.
Ne doit pas être confondu avec Émile Lefort.
Henri Émile Lefort est un graveur à l'eau-forte français, né le 31 août 1852 à Paris où il est mort le 24 octobre 1937 .

## Biographie
Il est le fils du journaliste socialiste Henri-François Lefort (1825-1917), corédacteur avec le ciseleur Henri Tolain du Manifeste des Soixante.
Artiste graveur, élève de Léopold Flameng et Charles Courtry, il a participé régulièrement au Salon de Paris à partir de 1875, puis à celui de la Société des artistes français à partir en 1881 où il expose des gravures et des dessins. Il y a reçu plusieurs récompenses à partir de 1881 : médaille de 3e classe en 1881, médaille de 2e classe en 1885. Il est membre du jury de gravure pour le Salon de 1888. Il est encore exposé au salon de 1911.
Il a reçu la médaille de bronze à l'exposition universelle de Paris de 1889, ainsi qu'aux expositions universelles d'Amsterdam, en 1883, Boston et Anvers, en 1885.
Il a réalisé un nombre important de gravures. Parmi ses gravures de personnalités, on note « Edgar Allen Poe », « Tolstoï », « Léon Gambetta ».
En 1885, il a été, avec Auguste Laguillermie, l'un des membres fondateurs de la Société des aquafortistes français, son secrétaire et son président entre 1887 et 1889.

## Conservation

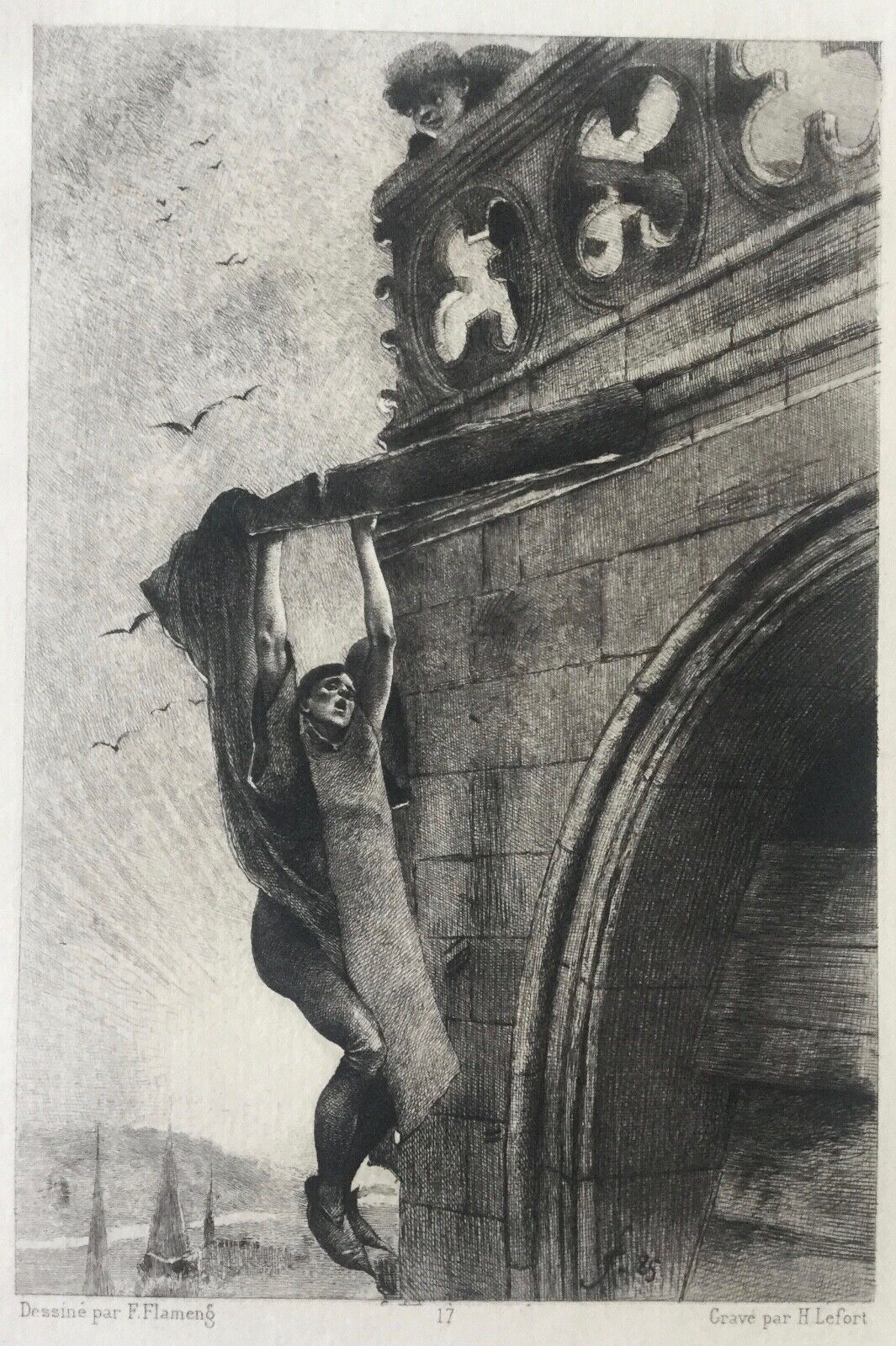
Mort de Claude Frollo, eau-forte pour Les Misérables (édition L. Hébert), d'après François Flameng.

- Musée Gassendi, Digne-les-Bains, La servante, gravure d'après Joseph Bail.

## Distinction
- Chevalier de la Légion d'honneur, en 1889[6].